# هوانکایتیرا
هوانکایتیرا (به اسپانیایی: Huancaitira) یک کوه در پرو است که در Peru, Arequipa Region, Caylloma Province واقع شده‌است. هوانکایتیرا ۴٬۸۰۰ متر بالاتر از سطح دریا واقع شده‌است.